# サイクロン級哨戒艇
サイクロン級哨戒艇（英語: Cyclone-class patrol coastal ships）は、アメリカ海軍の哨戒艇の艦級。沿岸での哨戒や捜索・阻止などの沿海域作戦を主任務とする。

## 来歴
本級はもともと、Navy SEALsが使用していたPB Mk III型哨戒艇の後継として、16隻の整備が計画されていた。1990年度計画で8隻、1991年度計画で5隻が発注され、1996年度計画で更に1隻が追加された。

## 設計
設計面では、イギリスのヴォスパー・ソーニクロフト社がエジプト海軍向けに設計・建造したラマダン級ミサイル艇の発展型にあたる。アメリカ海軍の要求に基づき、操舵室や電子機器はケブラー製の防弾板で防護されており、5番艇以降では更に強化された。また14番艇では船体を延長して船尾に舟艇の揚降装置（CCRS）を設置しており、後に2～4、7、8、11～13番艇も同様に改修された。なお2010年には、バーレーンに前進配備されていた艇で深刻な船体腐食および船体フレームの座屈が発見されたことから、全艇を対象として緊急修理が行われた。
減揺装置としてフィンスタビライザーを備えている。また船尾ウェッジが備えられていたほか、14番艇では、運動性の改善・航続距離の延伸のため、船尾フラップが付された。また雑音低減措置も強化された。なお本級では、水中放射雑音の低減のため、アクティブ減音装置を備えることも可能とされる。
主機としてパクスマン バレンタ16VRP-200CMディーゼルエンジン4基を搭載している。推進器は5翼のスクリュープロペラ4軸だが、14番艇では6翼式に変更された。沿岸での長期間の哨戒に対応するため、最低速力は3ノットとされている。また船尾の受油リグを使用して、洋上で給油を受けることができる。電源はキャタピラー3306Bディーゼルエンジンを原動機とする出力155キロワットの発電機2基が搭載された。

## 装備

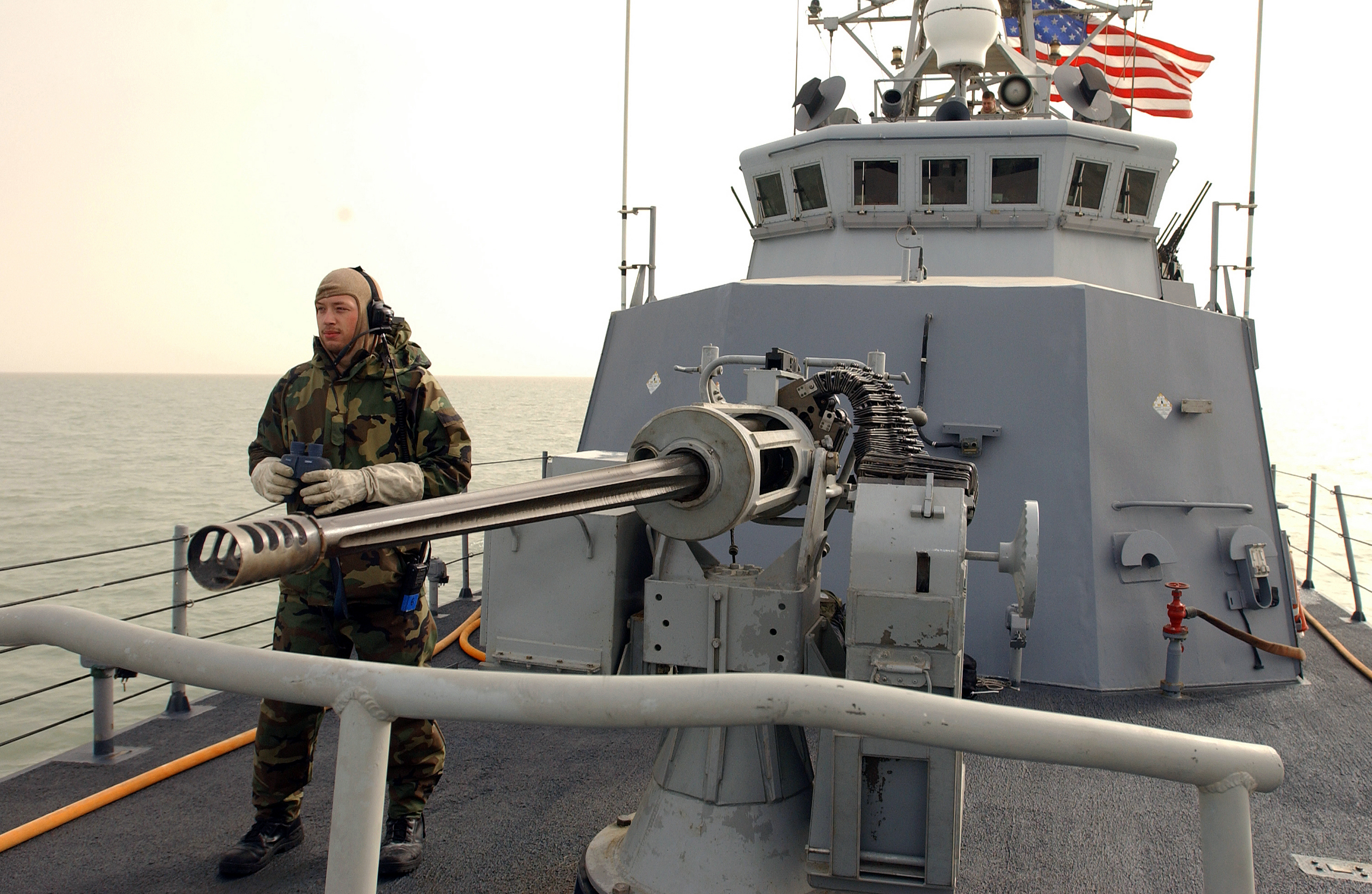
サイクロン級のMk 38 25 mm機関砲。

本級は2門のM242 ブッシュマスター 25mm機銃を有する。船首側の1門は、海軍が従来より使用してきた人力操作のMk.38であるが、後部上部構造物上の1門は安定化された遠隔操作型砲塔を採用したMk.96とされている。また、多数の小型舟艇との交戦を想定して多数の小火器が搭載されている。弾薬搭載量は、25mm機銃弾と12.7mm機銃弾、7.62mm機銃弾が2,000発ずつ、40mmグレネード弾が1,000発とされている。
また2000年には、対空兵器として、Mk.96マウント上にFIM-92 スティンガー近接防空ミサイルの4連装発射機を設置する試験が行われ、良好な成績を収めた。ただし普段は、スティンガーは搭載されていない。
搭載艇として、全長16フィート (4.9 m)の戦闘強襲偵察用舟艇2隻と6メートルの複合艇（RIB）1隻を搭載できるが、実運用上はRIBのみが搭載されていることが多い。

## 同型艦

### 一覧表
| #     | 艦名                           | 就役   | 退役          | 備考 |
| ----- | ------------------------------ | ------ | ------------- | --- |
| PC-1  | サイクロン USS Cyclone         | 1993年 | 2000年        | 2000年2月に沿岸警備隊にリース。 2004年3月にフィリピン海軍に売却され、「マリアーノ・アルバレス」として再就役。 |
| PC-2  | テンペスト USS Tempest         | 1993年 | 2022年3月7日  | 2004年から2008年まで沿岸警備隊にリースされ、WPC-2として就役していた、 2022年3月30日、バーレーン海軍に再就役。 |
| PC-3  | ハリケーン USS Hurricane       | 1993年 | 2023年        | 2023年3月21日、エジプト海軍に再就役。                                                                         |
| PC-4  | モンスーン USS Monsoon         | 1993年 | 2023年3月28日 | 2023年3月28日、フィリピン海軍に再就役。                                                                       |
| PC-5  | タイフーン USS Typhoon         | 1994年 | 2022年2月28日 | 2022年3月30日、バーレーン海軍に再就役。                                                                       |
| PC-6  | シロッコ USS Sirocco           | 1994年 | 2023年        | 2023年3月21日、エジプト海軍に再就役。                                                                         |
| PC-7  | スコール USS Squall            | 1994年 | 2022年3月14日 | 2022年3月30日、バーレーン海軍に再就役。                                                                       |
| PC-8  | ゼファー USS Zephyr            | 1994年 | 2021年2月27日 | 2004年から2011年まで沿岸警備隊にリースされ、WPC-8として就役していた。 スクラップとして廃棄。                  |
| PC-9  | チヌーク USS Chinook           | 1995年 | 2023年3月28日 | 2023年3月28日、フィリピン海軍に再就役。                                                                       |
| PC-10 | ファイアボルト USS Firebolt    | 1995年 | 2022年2月23日 | 2022年3月30日、バーレーン海軍に再就役。                                                                       |
| PC-11 | ホワールウィンド USS Whirlwind | 1995年 | 2022年3月21日 | 2022年3月30日、バーレーン海軍に再就役。                                                                       |
| PC-12 | サンダーボルト USS Thunderbolt | 1995年 | 2023年        | 2023年3月21日、エジプト海軍に再就役。                                                                         |
| PC-13 | シャマル USS Shamal            | 1996年 | 2021年2月16日 | 2004年から2011年まで沿岸警備隊にリースされ、WPC-13として就役していた。 スクラップとして廃棄。                 |
| PC-14 | トルネード USS Tornado         | 2000年 | 2021年3月4日  | 2004年から2011年まで沿岸警備隊にリースされ、WPC-14として就役していた。 外国軍等への売却のため係留中。         |

### 運用史
アメリカ海軍からは全艇が退役済み。
「サイクロン」「ゼファー」「シャマル」「トルネード」の4隻は、アメリカ沿岸警備隊にリースされていた時期がある。
2004年3月、ネームシップである「サイクロン」はフィリピン海軍に売却され、「マリアーノ・アルバレス」として再就役した。
2004年4月24日、イラクの自由作戦中にペルシア湾で海上警備活動中だった「ファイアボルト」が、石油プラットフォームに接近する不審船舶を発見して搭載艇を接近させたところ、同船が自爆。水兵2名と沿岸警備隊員1名が死亡した。
2020年4月、ペルシア湾公海上に展開していた「シロッコ」と「ファイアボルト」が、イラン革命防衛隊の小型艦船と異常接近する事件があった。
2022年3月30日、2022年にアメリカ海軍を退役した5隻（テンペスト、タイフーン、スコール、ファイアボルト、ホワールウィンド）が、バーレーン海軍で「アル・グライリアー（Al-Gurairiyah）」「アル・サヒール（Al-Sakhir）」「アル・ファルーク（Al-Farooq）」「ジェナン（Jenan）」「ダムサ（Damsah）」として再就役した。どの艦がどの艦として再就役したかは不明。
2023年3月21日、アメリカ海軍を退役した3隻（ハリケーン、シロッコ、サンダーボルト）がエジプト海軍で再就役した。
2023年3月28日、最後の2隻（モンスーン、チヌーク）アメリカ海軍を退役し、同日フィリピン海軍に再就役した。